# Sekularabbot
En sekularabbot, även kallad, sekulär abbot, världslig abbot, abbotgreve eller lekmannaabbot, var en lekman som förvaltade ett klosters egendom och erhöll delar av dess inkomster utan att leda den inre verksamheten. Sådana förordnanden förekom i Västeuropa under tidig medeltid. En kvinna kunde få liknande uppdrag som sekularabbedissa för ett kvinnokloster.

## Historik

### In commendam
I den kanoniska rätten betyder in commendam (av lat. "commendare", anförtro) att inkomsten från en församling eller ett kloster ges till någon provisoriskt, exempelvis på grund av att klostret är obebott eller saknar abbot. Termen användes redan under påven Ambrosius av Milano på 300-talet. Gregorius den Store gav sådana klosterinkomster till biskopar som fördrivits från sina biskopsdömen. Motsatsen är in titulum som betyder att inkomsten ges reguljärt och utan förbehåll.

### Tidig medeltid
Från 700-talet förekom att världsliga makthavare insatte en vasall eller annan lekman "in commedam" som sekularabbot i ett aktivt kloster, exempelvis som lön för utförd krigstjänst. Sekularabboten fick inkomster och kunde sköta klostrets affärer utan att behöva leda klostrets inre verksamhet. Senare försökte påvar och kyrkomöten reglera detta bruk. Ofta var lekmannen förpliktad att betala en prior som utövade det inre ledarskapet. Med investiturstridens slut under 1100-talet upphörde tillsättningen av lekmän som abbotar. 

### Nyare tiden
Under renässansen gav påven Leo X den franske kungen Frans I rätten att utse 225 abbés commendataires.

## Exempel
- Rudolf I av Burgund var sekularabbot i Saint-Maurice
- Reginlinde, gift med Hertigen av Schwaben, var åren 929-958 sekularabbedissa i klostret "Felix och Regula" i Zürich[4]